# Bob Klose
Rado 'Bob' Klose, född 1945, är en brittisk musiker och fotograf. Han var med rockbandet Pink Floyd 1965 där han spelade sologitarr. Han lämnade bandet innan första skivan släpptes eftersom han var mer intresserad av jazz och blues än den psykedeliska musiken som Syd Barrett skapade och för att satsa på sina studier. Han har medverkat på David Gilmours soloalbum On an Island.